# Яндекс Образование
Я́ндекс Образова́ние —  бренд, объединяющий проекты, продукты и мероприятия компании «Яндекс» в сфере IT-образования. 
В Яндекс Образование входят проекты для школьников (Яндекс Учебник, Яндекс Лицей, фестиваль 8БИТ), студентов (программы бакалавриата, магистратуры и аспирантуры, студкемпы, семестровые курсы и образовательные продукты в области искусственного интеллекта), Школа анализа данных (ШАД), Яндекс Практикум, хендбуки для самостоятельного изучения IT-дисциплин, конференция Yet Another Conference on Education (YaC/e), школы программирования в странах СНГ, научная премия ML Prize.

## История
Компания «Яндекс» развивает образовательные проекты с 2007 года. В 2007 году «Яндекс» основал Школу анализа данных (ШАД) как учреждение дополнительного образования для подготовки специалистов по анализу данных и машинному обучению. Вскоре ШАД начала интегрироваться с университетами — делиться с ними программами и курсами. Помимо специалистов по машинному обучению и анализу данных, ШАД готовит проектировщиков и разработчиков распределённых систем обработки данных.
В 2014 году при содействии «Яндекса» был создан факультет компьютерных наук (ФКН) в Высшей школе экономики.
В 2016 году при МФТИ была создана Физтех-школа прикладной математики и информатики (ФПМИ). Тогда же был открыт Яндекс Лицей.
В 2017 году «Яндекс» был техническим партнёром общероссийской олимпиады «Я — профессионал»: проекта для студентов разных направлений подготовки: технического, гуманитарного, естественно-научного, педагогического, аграрного и медицинского. В том же году была запущена Школа программирования «Яндекса» в Армении.
В июне 2017 года в рамках Петербургского международного экономического форума интернет-компания «Яндекс» и издательство «Просвещение» заключили соглашение о создании образовательной платформы для школьников. В рамках сотрудничества компании запустили сервис для подготовки к ЕГЭ и ОГЭ под названием «Яндекс ЕГЭ», а затем в августе анонсировали сервис «Школа», который на начальном этапе должен был включать инструменты для назначения и проверки домашних заданий, а в дальнейшем — видеоуроки и тренажёры по отдельным предметам. В декабре «Яндекс» и «Просвещение» на паритетных началах учредили на совместное предприятие «Яндекс Просвещение», в которое планировали инвестировать в общей сложности 600 млн рублей.
В начале 2018 года образовательная платформа была запущена под названием «Яндекс Просвещение». Сперва в сервисе появились задания по математике для учеников 2—4 классов, позднее — по русскому языку. На этапе тестирования к платформе были подключены 3000 школьников из 100 классов из разных регионов. Уже в 2018 году доля «Просвещения» в проекте сократилась с 50 % до 5 %, а в 2019 году «Яндекс» стал его единоличным владельцем. В ноябре 2018 года проект был перезапущен как «Яндекс Учебник». К этому времени с платформой работали около 4000 классов, а число доступных преподавателям заданий по русскому языку и математике составляло 5000. К январю 2020 года с платформой работали около миллиона учеников (каждая вторая школа в стране), а преподавателям были доступны 45 000 заданий, разработанных с учётом федеральных государственных образовательных стандартов для начальной школы.
В 2019 году был создан Яндекс Практикум — международный сервис онлайн-образования. Тогда же появилась премия для молодых исследователей в области машинного обучения ML Prize.
В 2020 году Яндекс запустил ежегодную конференцию про образование Yet another Conference on Education (YAC/e).
В 2022 году стартовали проекты для школьников «Код будущего» и «8БИТ».

## Проекты Яндекс Образования

### Яндекс Учебник
Яндекс Учебник — бесплатная образовательная платформа для детей и профессиональный инструмент для учителей.
Платформа была создана в 2017 году при участии образовательного холдинга «Просвещение».
По собственным данным Яндекса, в 2022 году сервис использовали 194 тысячи учителей и 4,1 млн учеников из 39 тысяч российских школ.
В том же году для учеников начальной школы Яндекс Учебник запустил рекомендательную систему, которая анализирует успехи ученика и предлагает задания в зависимости от его навыков. Система позволяет построить индивидуальную траекторию для школьников, анализируя то, как они выполняют задания. Например, предлагает повторить материал при низких оценках и даёт более сложные задания при высоких.
Среди инструментов Яндекс Учебника также есть диагностика для учеников и учителей: с её помощью преподаватели могут оценивать учебный прогресс школьников 5-11 классов и при необходимости корректировать учебные планы. Сервис автоматически проверяет ответы, собирает информацию о способах решения заданий, потраченном времени, индивидуальных ошибках. Учитель может задавать задания индивидуально или всему классу, и просматривать подробные отчёты по успеваемости отдельных учеников и всей группы. Для использования «Яндекс Учебника» преподавателю следует зарегистрировать в сервисе всех учеников, после чего он сможет назначать им домашние задания или контрольные работы.
В рамках сервиса проводились бесплатные олимпиады для школьников:
- «А я знаю» — олимпиада для учеников начальных классов по математике, русскому языку и окружающему миру. Впервые проведена осенью 2021 года[43];
- «Я люблю» — серия весенних олимпиад по математике, русскому языку и окружающему миру для школьников 1-4 классов. Над заданиями работают методисты Яндекс Учебника и эксперты «Центра педагогического мастерства». Партнёр мероприятия — Академия Министерства просвещения России[44];
- олимпиада по информатике — обучающая олимпиада для школьников 6-11 классов, в рамках которой они знакомятся с программированием, разработкой продуктов, алгоритмами и учатся работать в команде. Олимпиада включена в перечень Министерства просвещения России в 2022—2023 учебном году[45].

В марте 2020 года на фоне повсеместного перевода школ на дистанционное обучение из-за распространения в России коронавирусной инфекции Яндекс внедрил в Учебник инструменты для удалённого проведения уроков по любым предметам, в том числе интерактивные видеотрансляции и голосовые сообщения.
В 2023 году коллектив Яндекс Учебника запустил платформу для подготовки к ЕГЭ по информатике. Это бесплатный сервис со встроенным ИИ-помощником на базе YandexGPT.
В том же году сервис запустил проект «Кадровый резерв учителей информатики».

### Яндекс Лицей
Яндекс Лицей — это образовательное пространство, где ученики 13-20 лет бесплатно учатся языкам программирования и погружаются в промышленную разработку. Они знакомятся с разными направлениями IT и получают практические навыки использования Python и Go, а также изучают машинное обучение, анализ данных и разрабатывают чат-боты, приложения и другие продукты.
Проект Яндекс Лицей был открыт в августе 2016 года. По собственным данным Яндекса, за восемь лет в Лицее проходили обучение более 62 000 подростков. Ученики, закончившие программы Лицея с отличием, могут получить дополнительные баллы при поступлении в российские вузы. До 2023 года это была двухгодичная программа дополнительного образования по промышленному программированию на языке Python. Впоследствии — два самостоятельных офлайн-курса: «Основы программирования на Python» и «Промышленное программирование на Python».
В 2022 году стартовали трёхмесячные онлайн-курсы специализации. В 2023 году они стали частью Яндекс Лицея.
Программы «Машинное обучение», «Большие данные» и «Веб-разработка на Django» существуют с 2022 года, «Разработка игр» и «Анализ данных» — с 2023 года.
Также в 2023 году в Яндекс Лицее был запущен сервис методических материалов для преподавателей информатики.
С осени 2024 года коллектив Яндекс Лицей ввёл специализацию «Веб-разработка на Go».
Проект реализуется в партнёрстве с региональными министерствами и ведомствами, которые курируют образование и сферу IT. На конец 2024 года география проекта охватывает 156 городов.

### Школа анализа данных (ШАД)
Школа анализа данных Яндекса (ШАД) — бесплатная двухгодичная программа подготовки специалистов по машинному обучению и анализу данных.
ШАД была открыта в сентябре 2007 года. В 2008 году работа Школы была разделена на два отделения — анализа данных и computer science (информатики). В 2014 году открылось третье отделение — больших данных. В 2018 году запустился инфраструктурный трек, посвящённый изучению инфраструктуры больших данных.
В 2024 году обучение в ШАД ведётся по четырём направлениям: data science, разработка машинного обучения, инфраструктура больших данных, анализ данных и искусственный интеллект в прикладных науках. Также есть альтернативный трек для поступающих с опытом в промышленной разработке или оконченной аспирантурой.
Основная аудитория школы — студенты старших курсов, аспиранты и недавние выпускники технических специальностей.
ШАД развивает студенческие сообщества в Москве, Санкт-Петербурге, Екатеринбурге, Нижнем Новгороде, Новосибирске и Минске. Есть очный и заочный форматы обучения.
По собственным данным, всего с 2007 года по 2024 год ШАД подготовила для индустрии 1685 специалистов. Выпускники выходят на рынок в качестве специалистов по машинному обучению и анализу данных, а также проектировщиков и разработчиков распределённых систем обработки данных. Согласно результатам внутреннего исследования компании, каждый четвёртый выпускник занимается наукой, а каждый шестой начинает собственный бизнес или стартап.

### Яндекс Практикум
Яндекс Практикум — сервис онлайн-образования, который позволяет освоить цифровую профессию с нуля или получить профессиональный навык. Платформа создана в 2019 году.
В 2022 году Яндекс Практикум стал развивать международное направление.
С 2023 года сервис развивает партнёрство с вузами и создаёт с ними совместные онлайн-программы магистратуры.
В часть курсов Практикума с 2023 года встроен ИИ-помощник с YandexGPT, который проверяет код, пересказывает уроки или перефразирует сложные места в тексте.
Для корпоративных клиентов действует образовательная платформа Грейд от Яндекс Практикума. 
На 2024 год курсы Яндекс Практикума закончили более 70 000 человек.
Сервис также представлен в Казахстане.

### Совместные образовательные программы в вузах
Яндекс Образование участвует в создании новых бакалаврских и магистерских программ университетов России и Беларуси в области анализа данных, разработки, машинного обучения и информатики. 
Первая партнёрская программа была запущена в 2007 году в МФТИ: на факультете инноваций и высоких технологий при содействии Яндекса были открыты кафедры анализа данных и дискретной математики. 
В 2014 году Яндекс открыл во ВШЭ Факультет компьютерных наук. 
В 2023 году запустилась магистерская онлайн-программа на базе Университета ИТМО. 
В том же году команда Яндекс Образования запустила программу по обучению помощников преподавателей IT-дисциплин.
В 2024 году Яндекс объявил о запуске студкемпов — бесплатных интенсивов по актуальным IT-направлениям на базе российских вузов. В том же году компания совместно со Сбером открыла новый бакалавриат для будущих архитекторов и исследователей ИИ в партнёрстве с российскими вузами. 
В этом же году Яндекс запустил первый в России бакалавриат для создателей ИИ-технологий будущего AI360 совместно со Сбером и четырьмя вузами — НИУ ВШЭ, ИТМО, МФТИ и Университетом Иннополис. После этого в Яндексе объявили о запуске первой индустриальной аспирантуры для учёных в области искусственного интеллекта — она открылась в ИТМО и НИУ ВШЭ.
В 2024 году Яндекс сотрудничает с НИУ ВШЭ, МФТИ, СПбГУ, НГУ, Университетом Лобачевского (ННГУ), РЭШ, УрФУ, ЕУ, ИТМО и БГУ.

### Школа программирования от Яндекc Лицея и Go
Школа программирования Яндекса — международный образовательный проект для школьников старших классов. Ученики знакомятся с основами программирования, могут оценить свои возможности и перспективы работы в сфере информационных технологий.
Проект был запущен в Казахстане и Армении в 2017 году, спустя год после старта и апробации проекта в России под брендом Яндекс Лицея. В 2023 году состоялся запуск Школы программирования в Кыргызстане и Узбекистане. 
Проект реализуется при поддержке Яндекс Go.

### Хендбуки
В 2022 году Яндекс запустил бесплатные учебники с автоматической проверкой знаний. Темами материалов стали машинное обучение и анализ данных, C++ и Python: базовые конструкции и работа с памятью, стандартные библиотеки и идиомы. Практическая часть реализована на онлайн-платформе для решения задач по программированию Яндекс Контест. 

### Yet Another Conference on Education (YaC/e)
Ежегодная конференция Яндекса о людях и технологиях в образовании впервые прошла в обновлённом онлайн-формате в 2020 году.
В разные годы темами конференций были:
— 2020 — как технологии переносят часть образовательного опыта в цифровой мир и уже сейчас меняют жизнь;
— 2021 — как люди разных возрастов принимают решение учиться, как выбирают направление и как это влияет на общее будущее;
— 2022 — как меняется опыт обучения и рынок профессий; почему сфера IT шире, чем программирование; роль университетов в подготовке инженеров и разработчиков;
— 2023 — необычные карьерные пути в сфере информационных технологий, а также влияние искусственного интеллекта на образование и сближение вузовских программ с требованиями работодателей.
— 2024 — будущее образования и влияние технологий на обучение.
В разные годы спикерами YaC/e были Оливье Крузе, методический директор Ecole 42 (Франция), Барбара Оакли, математик, автор популярного курса Coursera Learning how to learn (США), Джолин Лян, сооснователь и партнёр в EdTech-компании Squirrel AI (Китай).
Конференция бесплатная, контент доступен в прямом эфире, затем — в записи на сайте YaC/e.

### 8БИТ
Онлайн-фестиваль для детей, подростков и взрослых, которые интересуются новыми технологиями и цифровыми профессиями.
Фестиваль проводится ежегодно с 2022 года. 
Темы фестивалей: 
— 2022 — кто и как делает современные технологии;
— 2023 — кем быть в мире роботов, технологий и digital-профессий;
— 2024 — кем быть в мире технологий и нейросетей. 

### Yandex ML Prize
Yandex ML Prize — премия для учёных и преподавателей, которую Яндекс присуждает за значимый вклад в развитие машинного обучения. На награду могут претендовать ML-исследователи и их наставники: преподаватели и научные руководители.
Премию учредили в 2019 году. До 2023 года она носила имя Ильи Сегаловича, (1964–2013), сооснователя и директора по технологиям Яндекса.
К 2024 году лауреатами премии стали 50 молодых исследователей и научных руководителей. Победителей выбирает совет премии. В него входят исследователи из Яндекса и представители научного сообщества.
География Yandex ML Prize насчитывает 11 стран. Заявки на участие могут подать исследователи и наставники из России, Беларуси, Казахстана, Азербайджана, Армении, Кыргызстана, Молдовы, Таджикистана, Туркменистана, Узбекистана и Сербии.

## Партнёрские проекты

### Код будущего
Бесплатные курсы по программированию для школьников 8–11 классов и студентов колледжей.

### Урок цифры
«Урок цифры» — всероссийский образовательный проект в поддержку федерального проекта «Кадры для цифровой экономики» национального проекта «Цифровая экономика». С 2018 года его проводят АНО «Цифровая экономика», Минцифры России, Минпросвещения России в партнёрстве с IT-компаниями. Яндекс — один из таких партнёров.

### Я — профессионал
Всероссийская олимпиада студентов «Я — профессионал» — проект Министерства науки и высшего образования, основанный в 2017 году. Яндекс выступает техническим партнёром, занимается поддержкой интернет-портала олимпиады, предоставляет карьерные возможности для участников олимпиады, а также оказывает экспертную поддержку.

### Национальный корпус русского языка
Национальный корпус русского языка (НКРЯ) — электронное собрание текстов на русском языке объёмом более 2 млрд слов, оснащённое лингвистической разметкой и инструментами поиска. Проект начали разрабатывать в 2000 году. Яндекс выступает технологическим партнёром: поддерживает НКРЯ продуктовыми решениями и выделяет финансовые ресурсы.